# Batalla de Menorca (1756)
|  | Per a altres significats, vegeu «Batalla de Menorca». |

La batalla de Menorca va ser un conflicte bèl·lic naval i terrestre que va tenir lloc entre maig i juny de 1756 i que va enfrontar a França i Gran Bretanya pel control de l'illa de Menorca, en el Mediterrani occidental, a l'inici de la guerra dels Set Anys. El combat naval, que va tenir lloc el 20 de maig de 1756, va enfrontar a l'esquadra francesa de Toló, comandada pel marquès de la Galissonière, amb la de John Byng, arribada de Gibraltar per socórrer l'illa després del desembarcament de les forces terrestres del mariscal de Richelieu, dut a terme amb anterioritat durant el mes d'abril. La victòria francesa va provocar el retorn de l'armada britànica al seu refugi de Gibraltar i va suposar la rendició de l'illa de Menorca el 29 de juny de 1756. L'illa va quedar en mans franceses fins al final de la guerra.

## Context

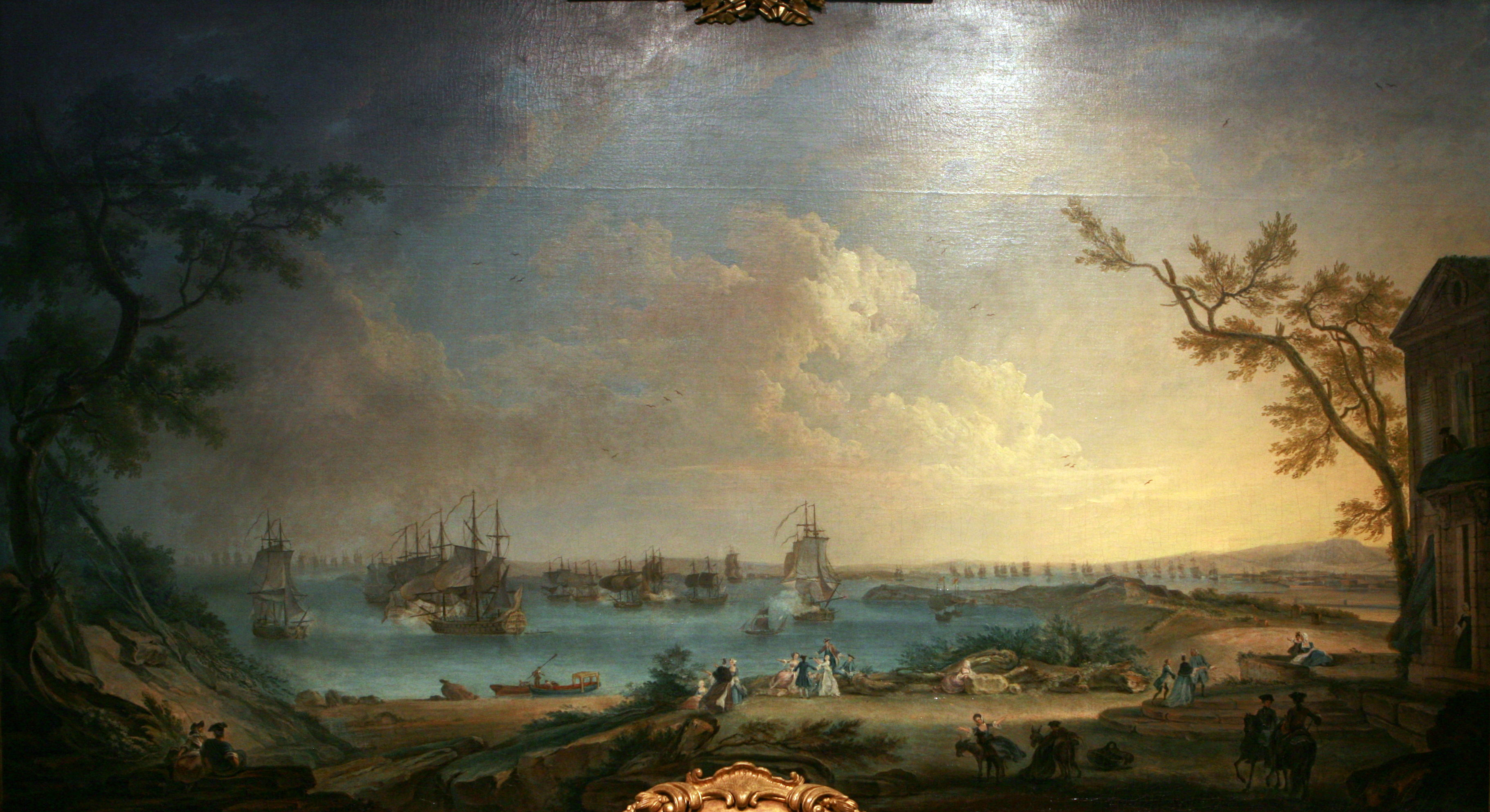
Sortida de Toló de l'esquadra francesa el 10 d'abril de 1756 per atacar el port de Maó, obra de Nicolas Ozanne.

Els francesos amenaçaven la guarnició de Menorca, que havia estat conquerida per britànics i els seus aliats austracistes (Joan Miquel Saura Morell) el 1708 durant la guerra de Successió Espanyola. Les hostilitats entre França i Gran Bretanya havien començat el 1754 a Amèrica durant la guerra Franco-índia i, en aquells moments, la situació per a Gran Bretanya no era gaire bona. Gran Bretanya volia protegir les seves possessions properes a la metròpoli perquè temia, fins i tot, que França planegés envair Gran Bretanya, en una reedició del que va fer durant la guerra de Successió Austríaca amb el suport dels pretendents jacobites. La dilació dels francesos en traslladar tropes a Menorca va donar als britànics temps per actuar, encara que ho van fer amb retard, desplegant una flota de deu navilis des de Gibraltar per defensar Menorca, sota la direcció del vicealmirall John Byng, que va ser ascendit a almirall per a l'ocasió.

## Preparatius
Les tropes reunides per conquerir l'illa eren les següents:
- Batalló de Médoc
- Batalló de Rohan-Rochefort
- Batalló de Vermandois
- Batalló de Bretagne
- Batalló de la Marche
- Batalló de Royal-infanterie
- Batalló de Royal-Comtois
- Batalló de Briqueville
- Batalló de Cambis
- Batalló de Royal-italien
- Batalló de Soissonnais
- Batalló de Talaru
- Batalló de canoners del Baró de Chabrié
- Companyia de minadors de Boule
- Companyia d'obrers de Boileau

Per transportar les tropes, França va reunir una flota formada per 12 vaixells d'entre 80 i 50 canons per escortar l'expedició a l'illa. Les tropes d'infanteria es van embarcar en 49 vaixells, els cavalls en 9 vaixells, la artilleria, formada per 36 peces en 25 vaixells. Els queviures es transportaven també per via marítima i 47 vaixells estaven carregats de bous, 12 amb farratge i ovelles i 38 amb queviures i materials pels hospitals. El 12 d'abril l'expedició salpava des de Toló.
L'illa, ocupada pels anglesos des de la guerra de successió a la Corona d'Espanya comptava amb la guarnició següent:
- Royal regiment, un batalló comandat pel lloctinent-coronel Thorn
- Royal Welsch fusiliers, un batalló comandat pel seu lloctinent-coronel
- Regiment de Cornwallis, un batalló comandat pel lloctinent-coronel Ruffin
- Regiment d'Effingham, un batalló comandat pel lloctinent-coronel Jefferies
- una companyia de 60 artillers
- una companyia de 120 mariners comandada pel capità Sérops

## Preludi

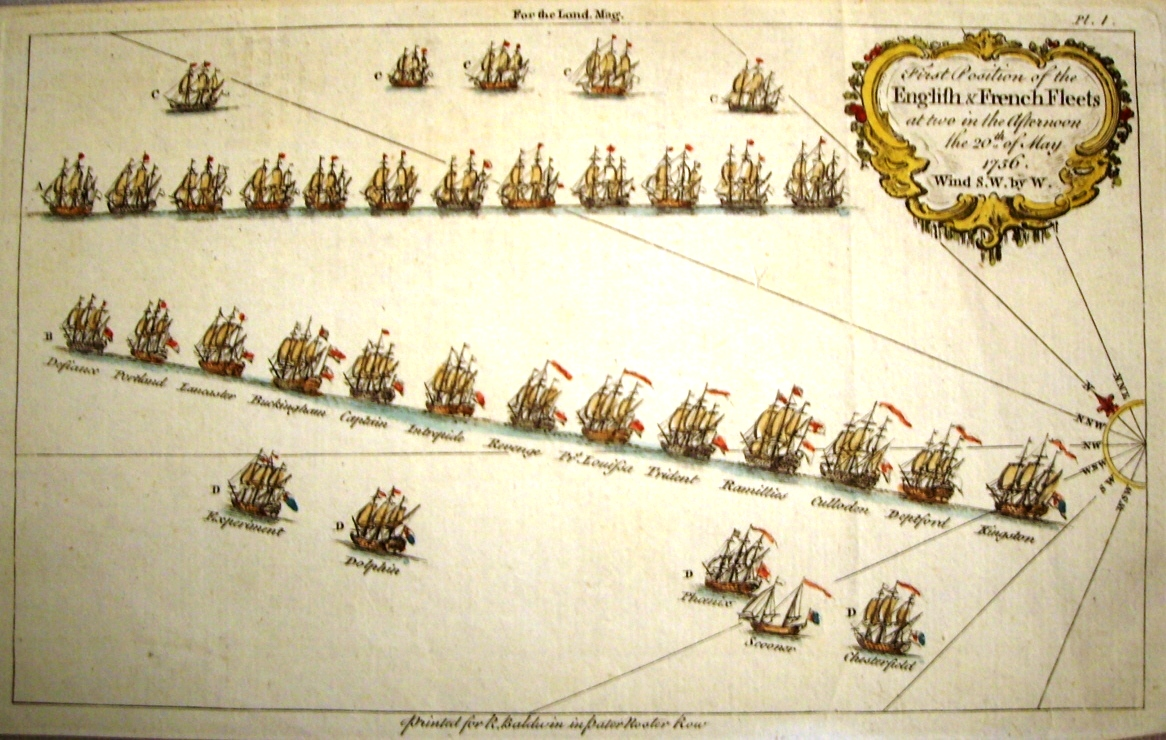
Gravat que mostra les posicions inicials de les dues flotes a les dues de la tarda del 20 de maig.

La flota de Byng, reforçada amb l'esquadró de Menorca que havia escapat de l'illa, va arribar a Menorca el 19 de maig i es va trobar amb que l'illa ja havia estat envaïda, únicament les tropes britàniques del castell de Sant Felip resistien a Maó. Les ordres de Byng van ser les de donar suport a aquesta guarnició però l'esquadró francès de 12 navilis i 5 fragates va impedir-ho al llarg de la tarda del 19 de maig. Llavors ambdues flotes van prendre posicions, per continuar la batalla que es duria a terme l'endemà.

## Batalla
Davant els dotze vaixells francesos, Byng va fer formar els seus dotze vaixells en línia i els va apropar a l'avantguarda francesa mantenint una direcció paral·lela per no perdre la seva posició avantatjosa. Llavors els va ordenar que viressin envoltant els vaixells francesos. No obstant això, la mala senyalització de les ordres va causar confusió i retard per poder encerclar la flota francesa. Els francesos, millors armats, van fer diversos impactes en els vaixells anglesos, mentre que els canons anglesos foren molt poc efectius.
Durant la batalla Byng va prendre moltes precaucions i va dependre en excés dels procediments normals de la lluita; uns quants vaixells britànics van resultar danyats, encara que cap dels dos bàndols va perdre cap vaixell en aquesta batalla. Després d'un consell de guerra els oficials britànics,cdeixant de complir les ordres que havien rebut, van acordar la retirada cap a Gibraltar, ja que no tenien possibilitats d'infligir més danys a la flota francesa ni prestar suport a la guarnició de Menorca, assetjada pel mariscal francès, el duc de Richelieu, a conseqüència d'aquest fet Maó hagué de capitular, perdent Anglaterra durant 6 anys l'illa de Menorca, que França li retornaria pel Tractat París el 1763.

## Conseqüències

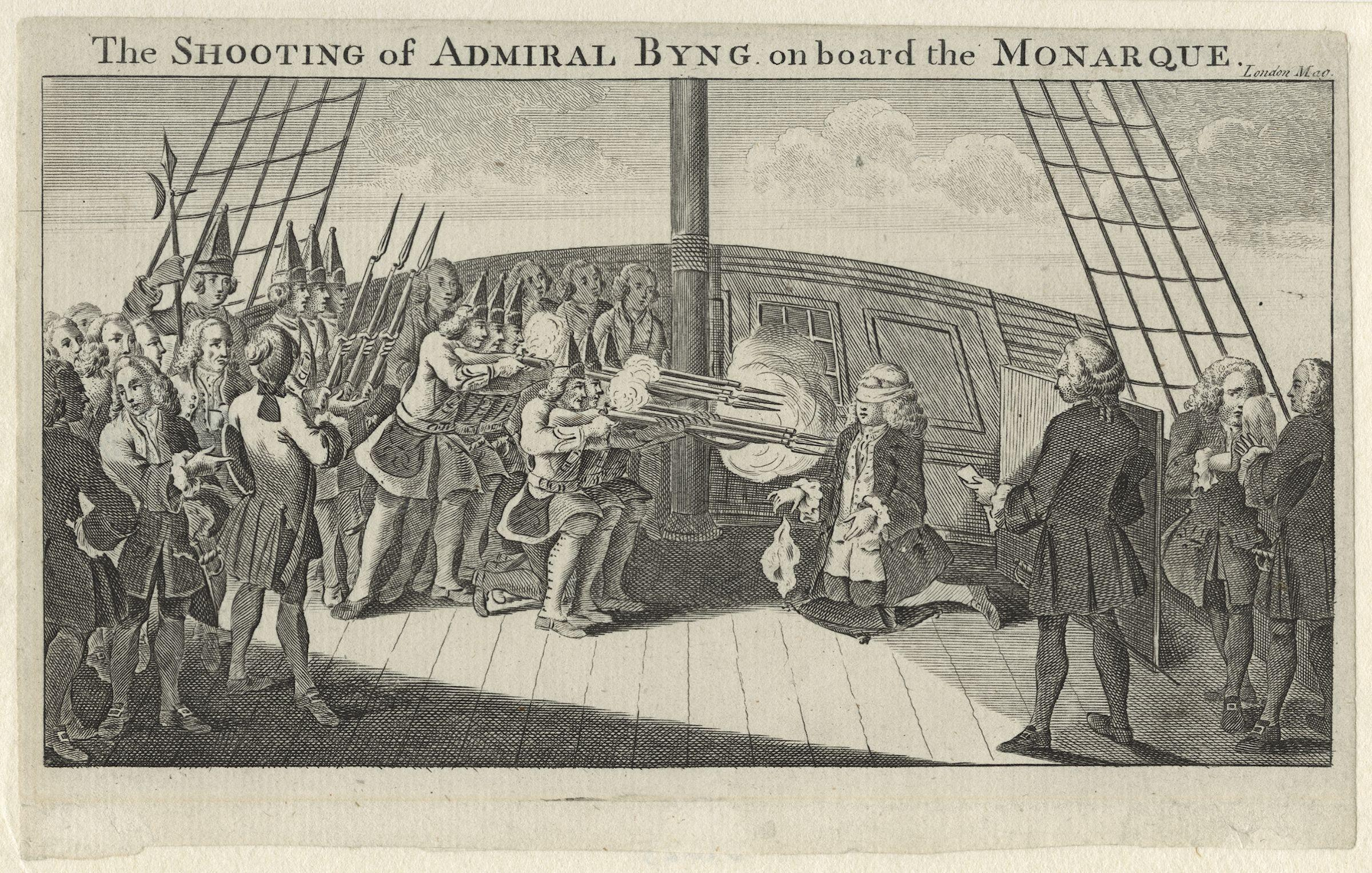
Byng afusellat a bord del navili Monarch

Encara que el resultat de la batalla podria considerar-se com un empat, les accions de Byng, que realment no va fer tot el que devia per deixar en bon lloc l'honor de les armes, van produir gran indignació a Anglaterra, sent molt criticades en no poder donar suport a la guarnició de Menorca acabant per perdre l'illa. L'almirall, recolzat per Pitt, va intentar excusar-se de les acusacions d'incompliment dels articles de guerra sobre el deure de fer tot el possible per complir les ordres, en la poca preparació de la campanya i que havia estat enviat pel govern anglès massa tard i sense les forces necessàries per a l'objecte que es perseguia, però fou empresonat i sotmès a un consell de guerra, en el que fou condemnat a mort, sent afusellat el 14 de març de 1757.

### Sobirania sobre Menorca
Malgrat l'afany de que aleshores era primer ministre britànic, William Pitt, per a recuperar l'illa, no es va enviar durant la resta de la guerra cap expedició per a tal fi, però Menorca va tornar a mans britàniques el 1763 pel Tractat París, a canvi de les Antilles franceses i Belle-Île-en-Mer. i entre 1782 i 1798 va tornar momentàniament a sobirania espanyola. L'agost de 1781, en nova guerra contra Anglaterra, una flota franco-espanyola manada pel duc de Crillon va atacar Menorca i al cap de sis mesos de setge va aconseguir que capitulés, el 5 de febrer de 1782, així Menorca romandria sota sobirania espanyola durant setze anys fins al 1797. La Monarquia d'Espanya de Carles IV, va recuperar definitivament la sobirania sobre Menorca i Olivenza, pel tractat d'Amiens signat per Napoleó (potència aliada), el 27 de març de 1802, a canvi de reconèixer com domini britànic, l'illa de Trinidad, conquerida pels anglesos el 1797. De fet Henry Fox havia traslladat quarter general a l'illa de Malta, lliure ja de francesos.